# 歌手2017
《歌手》2017，是中國大陸湖南衛視於2017年第一季度播出的週六後晚間檔音樂類實境秀節目，也是2017湖南衛視節目巡禮重點推介的一檔節目，接檔節目《一年級·畢業季》。節目由其前作《我是歌手》系列節目製作人洪濤打造，音樂總監為香港資深音樂人梁翘柏，首期節目於2017年1月10日於湖南長沙HBS廣電中心錄製，並於2017年1月21日首播。原定於2017年播出的《我是歌手》第五季由于2017年中韩关系因韩国单方面部署薩德导弹防御系统导致的全面交流冻结，制作方为避嫌而更改节目名称和赛制，以全新节目名义播出。
《歌手2017》加盟歌手匯聚大中華地區以及其他地區的知名歌手。首发歌手包括林忆莲、谭晶、狮子合唱团、袁婭維、光良、张敬轩、迪玛希和杜丽莎；逆戰歌手包括《我是歌手》第二季的張杰，《我是歌手》第一季的林志炫、彭佳慧以及《我是歌手》第三季的李健；挑戰歌手包括趙雷、侧田、張碧晨和梁博，加盟《歌手2017》的歌手共16位。在赛制方面，《歌手》相较于其前作《我是歌手》系列有所更改，變為每期淘汰一位歌手，在次轮由两位歌手（一位逆战歌手，一位挑战歌手）顶替空缺，但賽制整體上回歸系列節目《我是歌手》第二季。
2017年4月15日晚，历时三个多月的《歌手2017》落下帷幕。最终林忆莲战胜其他参赛歌手，荣膺《歌手2017》歌王，迪玛希获亚军，狮子合唱团获季军。

## 赛制
演出分为5轮，每轮演出分两场。每轮第一场有8名歌手参与竞演，而第二场则有7名歌手参与竞演，每场均有500位观众聽審投票，每位听审选择3位自己认为本场表现最佳的歌手。首场竞演，将由8位首发歌手现场比拼，第一场竞演过后当期排在最末的歌手淘汰，第二场竞演过后则累计第一、二场的成绩，得票率最低的歌手淘汰。
第三场竞演为第二輪補位賽，将会有两位歌手补入新一轮的8人阵容。其中一人为逆战歌手，而另一人则为挑战歌手。根据节目组的说法，本季节目会有四季《我是歌手》的参赛者回归参赛，这部分歌手即被称为逆战歌手，性质类似于《我是歌手》系列节目的补位歌手。而挑战歌手则类似于《我是歌手》第三季与第四季的踢馆歌手，但条件较踢馆歌手有所放宽（为从未登上过《我是歌手》舞台的新面孔）。若挑战歌手在当场竞演中战胜一半的歌手，唱进前四名，则挑战成功，加入在线歌手阵容，且淘汰掉当场竞演排名垫底的歌手；反之挑战失败，无缘接下来的竞演。
在第四场竞演完成的时候，每一位歌手都会有两场（第三场和第四场）的成绩，两场过后总得票率累计最低的歌手将被淘汰。之后的赛制将依照第三、四场的竞演流程循环。
赛制整体上回归《我是歌手》第二季，并加入了在《我是歌手》第三季所新增的元素，如踢馆歌手。另一方面，补位歌手与挑戰歌手同时进行，每期都会有人淘汰的新赛制亦使得整个节目更有悬念和可看性。
《歌手2017》共有四位逆战歌手和四位挑战歌手。
本季节目不设主持人，首串场词由首位競演歌手的音樂合夥人（如首位競演歌手的音樂合夥人未担任过电视主持人，则由节目组安排一位曾经担任过电视主持人的音樂合夥人）负责，尾串場詞则由节目的外场主持人刘烨負責，而歌手介绍则由各自的音乐合夥人负责。
在选歌上，本季要求每位参赛歌手除首埸競演可演唱自己的代表作之外，之後的競演只有一次机会演唱自己的代表作。
本赛季在觀眾聽審投票外设置了参赛歌手投票环节，让彼此之间投票选出歌手心中比赛的前三位歌手，排名不计入比赛成绩，而得到第一的歌手则可在下一场竞演中自行选择出场顺序。

## 賽果
| 安全 | 首位 | 末位 | 淘汰 | 返场表演 | 挑战歌手 | 挑战成功 | 挑战失败 | 突围成功 | 突围失败 | 歌王 | 其他名次 | 退赛 |

|         | 歌手       | 播出日期 （2017年） | 播出日期 （2017年） | 播出日期 （2017年） | 播出日期 （2017年） | 播出日期 （2017年） | 播出日期 （2017年） | 播出日期 （2017年） | 播出日期 （2017年） | 播出日期 （2017年） | 播出日期 （2017年） | 播出日期 （2017年） | 播出日期 （2017年） | 播出日期 （2017年） | 播出日期 （2017年） |
| 1月21日 | 歌手       | 1月28日             | 2月4日              | 2月11日             | 2月18日             | 2月25日             | 3月4日              | 3月11日             | 3月18日             | 3月25日             | 4月1日              | 4月8日              | 4月15日             | 4月15日             |                     |
| 第一輪  | 第一輪     | 第二輪              | 第二輪              | 第三輪              | 第三輪              | 第四輪              | 第四輪              | 第五輪              | 第五輪              | 突圍賽              | 半決賽              | 決賽                | 歌王之戰            |                     |                     |
| 排位赛  | 歌手       | 淘汰赛              | 补位赛              | 淘汰赛              | 补位赛              | 淘汰赛              | 排位赛              | 淘汰赛              | 补位赛              | 突圍賽              | 半決賽              | 決賽                | 歌王之戰            | 淘汰赛              |                     |
| ------- | ---------- | ------------------- | ------------------- | ------------------- | ------------------- | ------------------- | ------------------- | ------------------- | ------------------- | ------------------- | ------------------- | ------------------- | ------------------- | ------------------- | ------------------- |
| 1       | 林忆莲     | 2                   | 3                   | 6                   | 2                   | 2                   | 3                   | 1                   | 4                   | 5                   | 1                   | —                   | 1                   | 1                   | 1                   |
| 2       | 迪玛希     | 1                   | 1                   | 3                   | 3                   | 6                   | 1                   | 3                   | 5                   | 2                   | 3                   | —                   | 2                   | 2                   | 2                   |
| 3       | 狮子合唱团 | 4                   | 4                   | 5                   | 1                   | 7                   | 5                   | 4                   | 3                   | 3                   | 5                   | —                   | 5                   | 3                   | 3                   |
| 4       | S3 李 健   | —                   | —                   | —                   | —                   | —                   | —                   | 2                   | 2                   | 4                   | 4                   | 1                   | 4                   | 4                   | 4                   |
| 5       | S1 林志炫  | —                   | —                   | —                   | —                   | 4（并列）           | 4                   | 5                   | 1                   | 1                   | 7                   | 3                   | 3                   | 5                   | 5                   |
| 6       | 张碧晨     | —                   | —                   | —                   | —                   | —                   | —                   | 7                   | 7                   | —                   | —                   | 5                   | 6                   | 6                   | 6                   |
| 7       | 袁娅维     | 7                   | 6                   | 8                   | —                   | —                   | —                   | —                   | —                   | —                   | —                   | 6（并列）           | 7                   | 8                   | 7                   |
| 8       | S2 张      | —                   | —                   | 4                   | 5                   | 3                   | 6                   | 6                   | 6                   | 8                   | 2                   | 4                   | 8                   | 7                   | 8                   |
| 9       | S1 彭佳慧  | —                   | —                   | —                   | —                   | —                   | —                   | —                   | —                   | 7                   | 6                   | 6（并列）           | —                   | —                   | —                   |
| 10      | 杜丽莎     | 3                   | 5                   | 7                   | 4                   | —                   | —                   | —                   | —                   | —                   | —                   | 2                   | —                   | —                   | —                   |
| 11      | 梁 博      | —                   | —                   | —                   | —                   | —                   | —                   | —                   | —                   | 6                   | —                   | 8                   | —                   | —                   | —                   |
| 12      | 光 良      | 6                   | 7                   | —                   | —                   | —                   | —                   | —                   | —                   | —                   | —                   | 9                   | —                   | —                   | —                   |
| 13      | 側 田      | —                   | —                   | —                   | —                   | 4（并列）           | 7                   | —                   | —                   | —                   | —                   | 10                  | —                   | —                   | —                   |
| 14      | 赵 雷      | —                   | —                   | 2                   | 7                   | 8                   | —                   | —                   | —                   | —                   | —                   | —                   | —                   | —                   | —                   |
| 15      | 谭 晶      | 5                   | 2                   | 1                   | 6                   | 1                   | —                   | —                   | —                   | —                   | —                   | —                   | —                   | —                   | —                   |
| 16      | 张敬轩     | —                   | —                   | —                   | —                   | —                   | —                   | —                   | —                   | —                   | —                   | —                   | —                   | —                   | —                   |

注：
1. 賽果以湖南衛視播出的版本為準。
2. 张敬轩原本已通过广电总局审核并录制完第一期节目，但在节目开播前遭到中国大陆网民抵制而退赛，故第一轮排位赛除去了张敬轩所得名次[3]。
3. 因谭晶于第三轮淘汰赛播出前宣布退赛，故第三轮淘汰赛播出期间并未当场宣布谭晶所得名次。根据节目播出画面可推断出谭晶在该场竞演所得名次为第二名，后续播出的第四轮排位赛则除去了谭晶所得名次。
4. 第四轮排位赛中，张碧晨按原赛制视作挑战失败。但由于谭晶退赛，故节目组将张碧晨視為補位歌手继续參與競演。

## 賽程

### 第一輪
第一場搶位賽袁婭維遭到淘汰，搶位失敗。但由於張敬軒退賽，節目組將袁婭維復活，並更改賽制為排位賽，令原本搶位失敗遭到淘汰的袁婭維可以繼續競演。第二場淘汰賽光良遭到淘汰。

### 第二輪
第一場補位賽來自《我是歌手》第二季的首位逆戰歌手張杰加入了比賽，並由首位挑戰歌手趙雷參加挑戰賽，最終以第二名挑戰成功，袁婭維遭到淘汰。第二場淘汰賽杜麗莎遭到淘汰。

### 第三輪
第一場補位賽來自《我是歌手》第一季的第二位逆戰歌手林志炫加入了比賽，並由第二位挑戰歌手側田參加挑戰賽，最終以第四名挑戰成功，趙雷遭到淘汰。第二場淘汰賽側田遭到淘汰。

### 第四輪
第一場補位賽來自《我是歌手》第三季的第三位逆戰歌手李健加入了比賽，並由第三位挑戰歌手張碧晨參加挑戰賽，最終以最後一名挑戰失敗。但由於譚晶退賽，節目組將張碧晨改為補位歌手，並更改賽制為排位賽，令原本挑戰失敗遭到淘汰的張碧晨可以繼續競演。第二場淘汰賽張碧晨遭到淘汰。

### 第五輪
第一場補位賽來自《我是歌手》第一季的終極逆戰歌手彭佳慧加入了比賽，並由終極挑戰歌手梁博參加挑戰賽，最終以第六名挑戰失敗。第二場淘汰賽彭佳慧遭到淘汰。

### 突圍賽
突圍賽由淘汰歌手、逆戰歌手和挑戰歌手參加。經過五輪競演後，迪瑪希、林憶蓮、獅子合唱團晉級決賽；光良、袁婭維、杜麗莎、側田、張碧晨、梁博、彭佳慧、李健、林志炫、張杰進入突圍賽，爭奪七個突圍名額。赵雷因需要準備個人演唱會，3月23日發表聲明，不再參加突圍賽。最終，李健、杜麗莎、林志炫、張杰、張碧晨、彭佳慧、袁婭維突圍成功。

### 半決賽
半決賽賽制為10進8，得票率最低的兩位歌手在本場競演結束後將被淘汰。最終，杜麗莎和彭佳慧遭到淘汰。

### 決賽
決賽於北京時間2017年4月15日晚上10時現場直播。決賽由歌手邀請幫唱嘉賓合演，累積半決賽得票率產生本季歌王。
總成績得出前，主持人公佈“終極歌王候選人”為李健、獅子合唱團、迪瑪希和林憶蓮。最終，林憶蓮以22.74%的得票率優勢擊敗迪瑪希的18.47%得票率、獅子合唱團的13.09%得票率以及李健的11.24%得票率，獲《歌手2017》歌王。

### 2017巔峰會
2017巔峰會於北京時間2017年4月22日晚上10時現場直播。本季巔峰會由《我是歌手》第三季的韓紅、《我是歌手》第四季的李玟以及本季的林憶蓮、迪瑪希、獅子合唱團、李健、林志炫、張碧晨和袁婭維共九位歌手參加。

## 制作过程

### 前期筹备
2016年9月有許多微博娛樂營銷號爆料稱張韶涵將參加《歌手2017》，甚至已經簽約。但整個首發歌手名單公佈後，張韶涵的名字卻沒有出現，引發網友議論，有許多網友在《歌手2017》的官方微博下留言要張韶涵來參加節目。但有內地娛樂媒體透露，張韶涵因為種種原因再次無緣《歌手2017》舞台，有消息称杜麗莎擠掉張韶涵加盟《歌手2017》。曾有傳言稱張韶涵可能是挑戰歌手。最終，张韶涵無緣本季節目。
根据广电总局于2014年起实行的新政策，全国所有上星综合频道中，每季度只能有一档音乐竞唱类节目安排在黄金时段播出，该名额由总局通过评议会择优选出，其他同类节目不得安排在19:30－22:30之间播出。自该政策实行以来，每年一季度的音乐竞唱牌照均由湖南卫视《我是歌手》所取得。然而自2017年起，总局为鼓励自主创新，将只向原创节目发放音乐竞唱牌照，故本季《歌手》并未取得总局的音乐竞唱牌照，因而只能在22:30开始正式竞演。
2017年1月5日，林憶蓮透過其微博宣佈參加《歌手2017》，在消息傳出後不少歌迷認為以她在樂壇所獲的榮譽並無需要參加音樂競技類節目，並認為此舉是出於利益考量。1月8日，《歌手2017》透過其官方微博發佈多位參賽者的宣傳片段，而林憶蓮於其片段中明言自己「不喜歡光環」、「想改變」以回應外間對她此次參賽的批評。

2017年1月9日，《歌手2017》通过其官方微博公布了第六位首发歌手——张敬轩，但由于他曾公开支持香港雨伞运动，此消息一出立即引来许多网友的不满，认为像张敬轩这种政治立场不正确的艺人并无资格参加《歌手2017》，引起部分网友在湖南卫视的微博上表达自己的不满。然而张敬轩在确认参赛前便早已通过广电总局的审核，从而得以成为《歌手2017》的首发歌手。2017年1月13日晚，《歌手2017》官方微博删除了与张敬轩有关的全部消息。次日，微博用户“芒果台女汉子”爆出消息称，因遭到中国大陆网民抵制，张敬轩退出参赛，已录制好的片段将被全部删除，其他连带镜头贴图处理，仅张敬轩与杜丽莎互相拥抱处由于官方疏忽未被删除。2017年1月17日晚，英皇娛樂回應說指退出節目的決定，是電視台與英皇共同決定終止合作，又指「外間的聲音」對張敬軒及電視台都造成巨大壓力。
在第二輪補位賽錄製前，網傳曾因參加《我是歌手第二季》而聲名大噪的鄧紫棋為感謝節目組而會以逆戰歌手身份回歸舞台。同時有內地網站流傳林憶蓮因不滿鄧紫棋批評前輩歌手，兩人之間出現不合情況，而鄧紫棋拒絕《歌手2017》節目組邀請。2017年1月9日，鄧紫棋所屬的經紀公司蜂鳥音樂透過微博發表聲明，否認「鄧紫棋因與某位歌手不合而缺席」傳聞，並表示鄧紫棋為籌備《G.E.M. Queen Of Hearts 世界巡迴演唱會》而無法參與節目錄製。

### 播出期间
2017年2月4日第二轮补位赛播出期间，狮子合唱团演唱了一首《百年孤寂》，开始时字幕已经打出一众制作人的名字，包括原唱、作曲、编曲，甚至是鼓手、吉他手、和声等，唯独没有列出作词人林夕的名字。在接下来播出的第二轮淘汰赛与第三轮淘汰赛中，林忆莲与侧田分别演唱了由林夕作词的《我最亲爱的》与《很想很想说再见》，处理手法与第二轮补位赛完全一致，之后在第五轮补位赛中播出的由林忆莲演唱的《多得他》亦是如此。台灣媒體壹週刊稱此举是因为林夕已被中华人民共和国文化部列入“55人封杀名单”所造成的。类似的情况同样发生在五月天身上，由于曾疑似支持太阳花学运，导致五月天及其主唱阿信在《盛夏光年》及《听不到》的制作人名单中被除名。然而上述歌曲在QQ音乐的发行版本却保留了完整的制作人名单（仅《很想很想说再见》未列出作词人林夕的名字），中国大陆江苏卫视于1月28日晚播出的《2017江苏卫视春节联欢晚会》中，林夕的名字亦没有被抹掉（该台晚会使用了林夕作词的两首歌曲）。

#### 轶闻
第二輪補位賽錄製完畢後，由於已是凌晨時分，網傳杜麗莎因身體問題選擇退賽。其後，明報記者向杜麗莎所屬的經紀公司手工藝創作求證，並否認杜麗莎退賽消息。
2017年2月24日晚，YouTube下架了本季《歌手》的全部视频，国内的芒果TV与爱奇艺亦同时下架了本季《歌手》已经播出的第1—5期的正片以及谭晶的所有竞演片段，芒果TV的竞演歌手名单中亦删除了谭晶的名字，谭晶在本季《歌手》中的竞演曲目亦同时被QQ音乐、酷狗音乐和酷我音乐下架，湖南卫视方面暂停了接下来即将播出的第三轮淘汰赛以及《快乐大本营》歌手专场的宣传。
2月25日上午，谭晶通过微博宣布退出比赛。及至2月25日晚，原计划播出的《快乐大本营》歌手专场被临时撤播，原时段改为重播20161126期，该期节目的部分内容已于3月18日晚播出的未播片段合辑中播放。随后，《歌手》节目组通过官方微博证实谭晶退赛，并表示“接受并尊重她本人的决定”。当晚10时13分，第三轮淘汰赛在事先无任何宣传的情况下照常播出，但整期节目已将谭晶的镜头全数删除，之后播出的第四轮补位赛亦同样删除了谭晶的全部镜头。
关于谭晶退赛的原因，网络上众说纷纭。2月26日下午，谭晶工作室通过官方微博发表声明，声明称退出比赛的决定是因为工作档期安排及版权归属问题等原因，工作室方面将保留对网络上的各种不实言论诉诸法律的权利。
由于电视剧《三生三世十里桃花》在春节期间收视异常火爆，而张碧晨加入比赛的第四轮补位赛在播出时恰逢该剧收官后不久，因此许多网友便希望张碧晨能在比赛期间演唱该剧的片尾曲《凉凉》。直到总决赛邀请帮唱嘉宾合演时，张碧晨原计划邀请杨宗纬合唱《凉凉》以满足网友的心愿，但由于杨宗纬档期问题最终未能如愿。之后孙坚邀请到大学同学白百何前来救场，然而在消息公布后的第二天就有媒体爆出白百何在泰国与小模张爱朋偷情。及至当晚，芒果TV下架了有关白百何加盟帮帮唱的全部影片，而张碧晨方面也因此陷入了更换帮唱嘉宾的风波当中。经过多方努力，杨宗纬最终决定推开档期前来救场，于总决赛直播当天现身比赛现场，担任张碧晨的帮唱嘉宾。
白百何偷情事件被媒体曝光后，亦对4月22日晚现场直播的巅峰会造成了影响。按照原定赛制，本季总决赛前六名将与四季《我是歌手》的歌王（羽泉、韩磊、韩红、李玟）共同参加最终的“歌手2017十全十美巅峰会”。然而在白百何偷情事件被媒体曝光后的第四天，陈羽凡发表声明称为陪伴家人和孩子将无限期退出娱乐圈，令羽泉退出本季巅峰会。之后有微博娱乐营销号爆料称黄绮珊将顶替羽泉参加巅峰会，但由于档期问题最终未能实现。再加上韩磊因个人原因退出巅峰会，节目组最终补入总决赛排名第七的袁娅维，并更改赛制为“歌手2017巅峰会”，由本季总决赛前七名以及韩红、李玟共九位歌手参加。
张杰于2022年参加《令人心动的offer》第四季时曾分享自己遭遇假唱质疑的经历。張杰於第五輪淘汰賽翻唱并改编了许钧的歌曲《自己》，却被节目监制洪涛告知有其他歌手团队质疑其为假唱，并被洪涛质问其是否为假唱，他对此感到震惊，并表示节目组应该最清楚其是否假唱，但没想到制作人亦质疑其假唱，此事令他感到被侮辱。他随后要求节目组进行检查，直到次日凌晨4时才被节目组确认已留存音频并证明其为真唱。他表示尽管收到节目组的道歉，但心中的芥蒂仍未完全消除。

## 争议
第一轮淘汰赛播出后，由迪玛希演唱的《Opera 2》排名再次位列榜首。1月30日，迪玛希在湖南衛視的《四海同春2017全球華僑華人春節大聯歡》再次表演《Opera 2》，引起原創者烏克蘭裔歌唱家Vitas的不滿。俄羅斯製作人兼Vitas經理人普多夫金（Sergey-Pudovkin）1月31日早上在微博發布聲明，表示迪瑪希「在無授權情況下改編、演唱維塔斯作詞作曲的著名歌曲《歌剧2》」，又透露鑒於事件已經不是第一次，認為已「嚴重損害了我方合法權益」，將透過法律途徑令事件得到合理解決，亦希望湖南衛視盡快停止侵權行為。與此同時，由迪玛希在《歌手2017》所演唱的《Opera 2》在微博只需付2元人民幣便可下載。然而虾米音乐并未取得本季节目的歌曲版权，故节目中出现的所有歌曲在微博均需付费下载。
类似的情况发生在第三轮补位赛播出后，音乐人高晓松与词曲作家李海鹰分别在微博指出，张杰演唱的《默》与赵雷在《月亮粑粑》中加入的《弯弯的月亮》同样没有得到原作者的任何授权。2月19日，高晓松在微博表示，湖南卫视已电话致歉并补办相关手续，然而李海鹰方面至今仍未收到节目组与演唱者的任何回应。
另外，在《歌手2017》第四轮补位赛的宣传海报中，节目组外请设计师下载了的海报素材并小部分使用，之后设计师以个人名义在微博道歉并获得原作者的谅解。

## 节目播放平台
本季节目于2017年1月21日起每週六22:30在湖南卫视播出。新媒体平台方面，本季节目由HBS旗下视频网站芒果TV与爱奇艺联合播出。
本季节目的音频版权由QQ音乐取得，而根据此前QQ音乐与海洋音乐达成的并购协议，酷狗音乐与酷我音乐亦同时取得本季节目的音频版权。
马来西亚的Astro全佳HD将从2月25日起与湖南卫视同步播出第六期以及之后的竞演。余下的五期节目中，第一期至第四期将分别于2月22日、23日晚21:35每晚两期连播，第五期将于2月24日晚21:35播出。与此同时，在第六期节目播出之前，Astro全佳HD将从2月25日13:00开始再次连播第一至五期。而配套纪录片《我们的歌手》则只从第五期开始播出。
新加坡的HUB都会台于3月4日起与湖南卫视同日播出第七期及之后的竞演，余下的六期节目则在Starhub Go及都会台Catchup供观众随时点播收看。
哈萨克斯坦的哈巴尔电视台于4月1日起自第一期开始播出节目的哈萨克语译制版，电视台还将对总决赛进行直播。
本季节目的台湾播映权由中天电视购得，中天综合台于2017年9月16日起每週六20:00播出。

## 收视率
| 中國大陸 湖南卫视 首播收视率 |                      |               |                    |        |          |       |           |           |           |
| 集数                         | 名称                 | 播出日期      | 实际播出时间段     | CSM52  | CSM52    | CSM52 | CSM全國網 | CSM全國網 | CSM全國網 |
| 集数                         | 名称                 | 播出日期      | 实际播出时间段     | 收视率 | 收视份额 | 排名  | 收视率    | 收视份额  | 排名      |
| 图例： 我们的歌手 歌手       |                      |               |                    |        |          |       |           |           |           |
| 1                            | 我们的歌手           | 2017年1月21日 | 22:05:01－22:29:24 | 1.547  | 5.90     | 2     | 1.21      | 5.44      | 1         |
| 1                            | 歌手                 | 2017年1月21日 | 22:29:55－00:07:38 | 1.324  | 9.23     | 4     | 0.96      | 7.92      | 1         |
| 2                            | 我们的歌手           | 2017年1月28日 | 22:11:07－22:29:18 | 1.239  | 4.76     | 4     | 1.0       | 7.46      | 1         |
| 2                            | 歌手                 | 2017年1月28日 | 22:29:49－00:13:33 | 1.230  | 7.69     | 5     | 1.0       | 7.46      | 1         |
| 3                            | 我们的歌手           | 2017年2月4日  | 22:07:33－22:29:18 | 1.493  | 5.72     | 2     | 0.87      | 7.45      | 1         |
| 3                            | 歌手                 | 2017年2月4日  | 22:29:49－00:25:20 | 1.367  | 9.86     | 4     | 0.87      | 7.45      | 1         |
| 4                            | 我们的歌手           | 2017年2月11日 | 22:07:58－22:27:53 | 1.388  | 4.65     | 4     | 1.12      | 7.6       | 1         |
| 4                            | 歌手                 | 2017年2月11日 | 22:28:23－00:17:40 | 1.418  | 8.82     | 2     | 1.12      | 7.6       | 1         |
| 5                            | 我们的歌手           | 2017年2月18日 | 22:06:18－22:29:17 | 1.359  | 5.25     | 6     | 0.95      | 8.06      | 1         |
| 5                            | 歌手                 | 2017年2月18日 | 22:29:48－23:51:59 | 1.386  | 9.06     | 5     | 0.95      | 8.06      | 1         |
| 5                            | 歌手揭晓时刻         | 2017年2月18日 | 23:55:37－00:17:50 | 0.778  | 11.08    | 9     | 0.95      | 8.06      | 1         |
| 6                            | 我们的歌手           | 2017年2月25日 | 22:13:09－22:29:18 | 1.364  | 5.39     | 4     | —         | —         | —         |
| 6                            | 歌手                 | 2017年2月25日 | 22:29:48－23:35:10 | 1.312  | 7.86     | 5     | —         | —         | —         |
| 6                            | 歌手揭晓时刻         | 2017年2月25日 | 23:38:00－23:58:42 | 0.837  | 9.01     | 10    | —         | —         | —         |
| 7                            | 我们的歌手           | 2017年3月4日  | 22:10:12－22:29:18 | 1.586  | 6.33     | 2     | 1.12      | 5.45      | 1         |
| 7                            | 歌手                 | 2017年3月4日  | 22:29:49－23:48:04 | 1.518  | 9.73     | 3     | 0.88      | 7.33      | 1         |
| 7                            | 歌手揭晓时刻         | 2017年3月4日  | 23:52:25－00:08:23 | 0.937  | 11.63    | 8     | 0.44      | 7.58      | 1         |
| 8                            | 我们的歌手           | 2017年3月11日 | 22:09:48－22:29:18 | 1.229  | 4.88     | 5     | 1.05      | 5.06      | 1         |
| 8                            | 歌手                 | 2017年3月11日 | 22:29:49－23:44:41 | 1.422  | 9.14     | 3     | 0.94      | 7.74      | 1         |
| 8                            | 歌手揭晓时刻         | 2017年3月11日 | 23:50:00－00:07:30 | 0.893  | 11.60    | 6     | 0.46      | 8.2       | 1         |
| 9                            | 我们的歌手           | 2017年3月18日 | 22:10:30－22:29:17 | 1.425  | 5.65     | 2     | —         | —         | —         |
| 9                            | 歌手                 | 2017年3月18日 | 22:29:48－23:58:56 | 1.350  | 9.11     | 4     | —         | —         | —         |
| 9                            | 歌手揭晓时刻         | 2017年3月18日 | 23:59:56－00:16:08 | 0.847  | 12.33    | 8     | —         | —         | —         |
| 10                           | 我们的歌手           | 2017年3月25日 | 22:09:48－22:29:18 | 1.399  | 5.72     | 3     | 1.12      | 5.58      | 1         |
| 10                           | 歌手                 | 2017年3月25日 | 22:29:49－23:42:14 | 1.379  | 8.91     | 4     | 0.81      | 6.84      | 1         |
| 10                           | 歌手揭晓时刻         | 2017年3月25日 | 23:46:20－00:10:52 | 0.813  | 10.45    | 8     | 0.36      | 6.26      | 1         |
| 11                           | 我们的歌手           | 2017年4月1日  | 22:10:49－22:29:18 | 1.271  | 5.27     | 3     | 0.97      | 4.82      | 1         |
| 11                           | 歌手                 | 2017年4月1日  | 22:29:49－23:48:46 | 1.138  | 7.73     | 4     | 0.68      | 5.86      | 1         |
| 11                           | 歌手揭晓时刻         | 2017年4月1日  | 23:53:33－00:10:27 | 0.742  | 10.32    | 8     | 0.29      | 5.53      | 1         |
| 12                           | 我们的歌手           | 2017年4月8日  | 22:09:58－22:29:21 | 1.467  | 5.97     | 3     | 1.05      | 5.24      | 1         |
| 12                           | 歌手半决赛           | 2017年4月8日  | 22:29:52－23:53:38 | 1.345  | 9.02     | 4     | 0.77      | 6.9       | 1         |
| 12                           | 歌手揭晓时刻         | 2017年4月8日  | 23:57:28－00:12:54 | 0.787  | 10.72    | 8     | 0.34      | 6.17      | 1         |
| 13                           | 歌手歌王之战倒计时   | 2017年4月15日 | 22:00:01－22:11:38 | 1.467  | 5.61     | 5     | 1.28      | 5.64      | 1         |
| 13                           | 歌手歌王之战         | 2017年4月15日 | 22:11:38－00:01:30 | 1.718  | 10.94    | 2     | 1.28      | 10.45     | 1         |
| 13                           | 歌手揭晓时刻         | 2017年4月15日 | 00:05:35－00:27:30 | 0.856  | 13.88    | 9     | 0.52      | 11.78     | 1         |
| 14                           | 歌手2017巅峰会倒计时 | 2017年4月22日 | 22:00:00－22:10:14 | 1.405  | 5.36     | 3     | —         | —         | —         |
| 14                           | 歌手2017巅峰会       | 2017年4月22日 | 22:10:14－23:49:01 | 1.058  | 6.58     | 6     | 0.66      | 5.11      | 1         |
| 14                           | 歌手揭晓时刻         | 2017年4月22日 | 未统计             | —      | —        | —     | —         | —         | —         |

1. 同时段或交叉时段主要节目：
  - 浙江卫视：《食在囧途》／《天生是优我》
  - 东方卫视：《笑星闯地球》
  - 江苏卫视：《非诚勿扰》
  - 北京卫视：《跨界冰雪王》
  - 山东卫视：《花漾梦工厂》
2. 数据由广视索福瑞提供，调查范围为四岁以上之观众。
3. 以上收视排名不包括央视在内。
4. 资料来源：卫视这些事儿、卫视小露电、潇湘卧龙、湖南卫视官方微信（ID：happychina1997）。
5. 排名为週六晚间所有综艺节目的排名，并不一定为同一时段。
6. 实际播出时间段以欢迎进入标版出现作为起始时间。

## 宣传活动
| 播出时间      | 活动           | 出席者                     |
| ------------- | -------------- | -------------------------- |
| 2017年3月18日 | 《快乐大本营》 | 光良、袁娅维、迪玛希、譚晶 |

## 外部連結
- 歌手2017的新浪微博（简体中文）
- 歌手2017的Facebook專頁
- 《歌手2017》芒果TV官方频道（页面存档备份，存于）
- 歌手2017在華語音樂百科上的條目

## 综艺节目的变迁
| 中國大陸 湖南卫视 每週六 22:00－00:00               | 中國大陸 湖南卫视 每週六 22:00－00:00                                                                                | 中國大陸 湖南卫视 每週六 22:00－00:00     |
| --------------------------------------------------- | --- | ----------------------------------------- |
|                                                     | 我们的歌手（22:05－22:30） （2017年1月21日－2017年4月22日）歌手2017（22:30－00:00） （2017年1月21日－2017年4月22日） |                                           |
| 一年级·毕业季 （2016年10月22日－2017年1月14日[a]）  | 我想和你唱（第二季） （2017年4月29日－2017年7月15日）                                                                |                                           |
| 我是歌手／歌手系列节目变迁                          | |                                           |
| 我是歌手（第四季） （2016年1月15日－2016年4月15日） | 歌手2017 （2017年1月21日－2017年4月22日）                                                                            | 歌手2018 （2018年1月12日－2018年4月20日） |

| 馬來西亞 Astro全佳HD 每週六 22:00－00:00（与湖南卫视同步播出）         | 馬來西亞 Astro全佳HD 每週六 22:00－00:00（与湖南卫视同步播出）                                                        | 馬來西亞 Astro全佳HD 每週六 22:00－00:00（与湖南卫视同步播出） |
| ---------------------------------------------------------------------- | --- | -------------------------------------------------------------- |
|                                                                        | 我们的歌手（22:05－22:30） （2017年2月25日－2017年4月22日） 歌手2017（22:30－00:00） （2017年2月25日－2017年4月22日） |                                                                |
| 爸爸去哪儿（第四季）（21:30 - 23:30） （2016年10月15日－2017年1月7日） | 我想和你唱（第二季） （2017年4月29日－2017年7月15日）                                                                 |                                                                |

| 新加坡 HUB都会台 每週六 22:45－00:45（与湖南卫视同日播出）      | 新加坡 HUB都会台 每週六 22:45－00:45（与湖南卫视同日播出）                                                          | 新加坡 HUB都会台 每週六 22:45－00:45（与湖南卫视同日播出） |
| --------------------------------------------------------------- | --- | ---------------------------------------------------------- |
|                                                                 | 我们的歌手（22:50－23:15） （2017年3月4日－2017年4月22日） 歌手2017（23:15－00:45） （2017年3月4日－2017年4月22日） |                                                            |
| 云画的月光（23:00 - 01:15） （2017年2月18日－2017年2月25日[b]） | 我想和你唱（第二季） （2017年4月29日－2017年7月15日）                                                               |                                                            |

| 台灣 中天综合台 每週六 20:00－21:30                  | 台灣 中天综合台 每週六 20:00－21:30        | 台灣 中天综合台 每週六 20:00－21:30 |
| ---------------------------------------------------- | ------------------------------------------ | ----------------------------------- |
|                                                      | 歌手2017 （2017年9月16日－2017年12月16日） |                                     |
| 中国新歌声（第一季） （2017年5月27日－2017年9月9日） | 金曲捞前传 （2017年12月23日）              |                                     |

- ^  a. 2016年12月31日因频道特殊编排，暂停播出。
- ^  b. 2017年3月4日起，播出时间调整为每週六20:30。